# Pau Bori i Puig
Pau Bori i Puig (el Vilet, Urgell, 12 de setembre de 1864 - València, 1936) fou un sacerdot jesuïta executat durant la Guerra Civil per la seua confessió catòlica. És venerat com a beat per l'Església Catòlica.
Va nàixer al Vilet i ingressà al seminari de Tarragona; fou ordenat prevere el 22 de setembre de 1888. El 1891 va entrar en la Companyia de Jesús on va fer vots solemnes el 2 de febrer de 1904. Fou destinat a les cases de Barcelona, el monestir de Veruela i Gandia i fou procurador del Santuari de Fontilles. Quan la Companyia fou dissolta arran de la legislació de la Segona República espanyola, va refugiar-se en l'asil de Germanetes dels Ancians Desemparats de València, on continuà d'amagat la seva tasca com a capellà i director espiritual d'altres jesuïtes.
Poc després del començament de la Guerra civil espanyola, fou denunciat i el dia 29 de setembre de 1936 fou arrestat i afusellat a la mateixa València.
L'11 de març de 2001 fou beatificat pel Papa Joan Pau II, juntament amb altres jesuïtes morts en el mateix període.